# Râul Padina Bașchii
Râul Padina Bașchii este un curs de apă, afluent al râului Nera. 